# Wikipédia en flamand occidental
Wikipédia en flamand occidental (en flamand occidental : West-Vlamse Wikipedia) est l’édition de Wikipédia en flamand occidental, dialecte néerlandais parlée en Belgique et dans le département du Nord en France. L'édition est lancée le 22 décembre 2006,. Son code est : vls.
Au 22 mars 2025, l'édition en flamand occidental contient 8 090 articles et compte 28 710 contributeurs, dont 29 contributeurs actifs et 5 administrateurs.

## Présentation

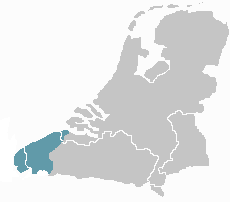
Aire de diffusion du flamand occidental.

## Statistiques
- En septembre 2010, l'édition en flamand occidental compte 4 200 articles, 2 000 utilisateurs enregistrés.
- Le 15 février 2018, elle compte 6 342 articles, 16 078 utilisateurs, 25 utilisateurs actifs[N 1] et 3 administrateurs[4].
- Le 28 septembre 2022, elle contient 7 655 articles et compte 24 790 contributeurs, dont 19 contributeurs actifs et 5 administrateurs.
- Le 11 septembre 2024, elle contient 8 082 articles et compte 27 924 contributeurs, dont 48 contributeurs actifs et 5 administrateurs.